# Carolina de Baden
Frederica Carolina Guilhermina de Baden (em alemão: Friederike Karoline Wilhelmine von Baden; Karlsruhe, 13 de julho de 1776 — Munique, 13 de novembro de 1841) foi a segunda esposa do rei Maximiliano I José e Rainha Consorte da Baviera de 1806 até 1825. Era filha de Carlos Luís, Príncipe Herdeiro de Baden, com sua esposa a condessa Amália de Hesse-Darmstadt, ela era irmã gêmea da princesa Amália de Baden. 

## Primeiros anos
A princesa Carolina de Baden nasceu em 13 de julho de 1776 em Karlsruhe. Ela e a sua irmã gémea, Amália, eram as filhas mais velhas do grão-duque herdeiro Carlos Luís de Baden e da princesa Amália de Hesse-Darmstadt. Carolina tinha um irmão sobrevivente, Carlos, e quatro irmãs mais novas: Luísa, Frederica, Maria e Guilhermina. Todos os filhos de Carlos Luís fizeram grandes casamentos com as diferentes casas reais da Europa e este sucesso foi em grande parte atribuído ao sábio julgamento político de sua esposa e à força de caráter. Amália era certamente uma força a ser considerada; ela se certificou de que todos os seus filhos fossem altamente educados e preparados para seus futuros papéis, mas ao mesmo tempo, ela também era uma mãe carinhosa e dedicada que promoveu um relacionamento caloroso e próximo entre seus filhos.
Carolina cresceu em uma família calorosa e unida. Ela era muito próxima de suas irmãs e elas sempre ligavam e se referiam a sua mãe como "minha querida mãe". Carolina herdou o amor de sua mãe pelas artes e talento para a pintura, mas ela também desenvolveu uma forte antipatia por qualquer coisa francesa. E isso foi ainda mais reforçado por sua antipatia pessoal por Napoleão Bonaparte, que foi dito estar envolvido com o assassinato do Duque de Enghien.

### Luís António, Duque de Enghien
Sua educação foi mais francesa do que sua nativa alemã, então foi bastante irônico que vários anos depois, ela desenvolveu um ódio profundo com qualquer coisa francesa. Este ódio foi em grande parte enraizado na execução de Luís António Henrique de Bourbon, Duque de Enghien, por instigação de Napoleão Bonaparte. Dizia-se que Carolina estava muito apaixonada pelo duque e que a sua família o considerava um potencial marido para ela. Mas eles eventualmente tiveram que abandonar o assunto por causa de seu medo da oposição francesa.

## Casamento
Em 1796, Carolina encontrou-se com Maximiliano, Duque de Zweibrucken, em Ansbach, enquanto as suas famílias estavam a fugir do avanço do exército francês. Maximiliano era um viúvo de 40 anos com quatro filhos "Bom Padre Max", como o povo bávaro carinhosamente se referia a ele. Ele se apaixonou por Carolina, Max era viúvo há cerca de um ano quando pediu a mão de Carolina em casamento. Dada a sua idade e estatuto de viúvo, compreendeu que o que estava a pedir a Carolina não era fácil, considerando também que tinha quatro filhos pequenos. Isto ficou evidente numa carta que ele enviou à mãe de Carolina:

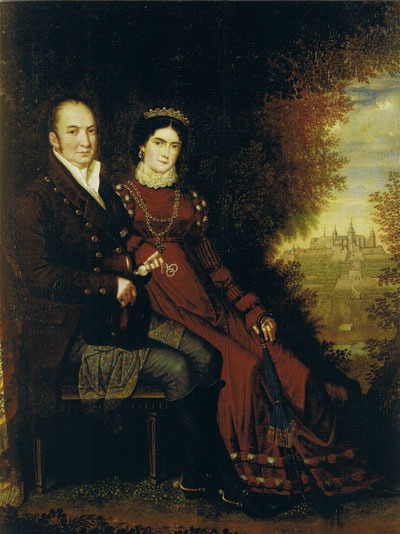
Carolina com seu esposo o Rei Maximiliano I da Baviera, por volta de 1818.

"Você vai pensar que eu sou a pessoa mais ridícula do mundo, porque eu estou escrevendo para você, mesmo que vivamos sob o mesmo teto. Mas é melhor expressar-se por escrito do que verbalmente. Especialmente neste caso, porque diz respeito à sorte ou infortúnio da minha vida. Eu amo a Princesa Caroline; Eu estou bem ciente da ousadia na minha posição para oferecer a minha mão, então diga-lhe se um coração tão amoroso, caráter reto e honesto poderia fazê-la olhar para longe da minha idade e minhas qualidades como um pai de quatro. Imploro-lhe que não rejeite a minha candidatura. Leia a minha carta à sua adorável filha e, acima de tudo, não a influencie. O coração dela deve ditar a resposta."
Carolina hesitou, mas devido à bajulação de sua mãe e seus sentimentos por Maximiliano, que era dito ser "gentil e simples", a fez aceitá-lo. Eles se casaram em Karlsruhe em 9 de março de 1797 e a família se estabeleceu em Mannheim. Os filhos de Maximiliano tiveram uma educação bastante difícil por causa da necessidade constante da família de se mover para a segurança do exército francês em avanço. Eles eram extremamente ligados à sua mãe, que lhes fornecia uma vida amorosa, segura e confortável, apesar do medo constante. É por isso que quando Augusta Guilhermina morreu aos 30 anos de idade devido ao consumo, toda a sua família ficou devastada. As crianças achavam difícil lidar com os perdidos, e Maximiliano, agora viúvo com quatro crianças pequenas, achou difícil ser pai e mãe para eles. Talvez fosse também por essa razão que ele decidiu imediatamente "encontrar" uma nova esposa que pudesse cuidar e cuidar de seus filhos naturalmente turbulentos. Para Carolina, era um desafio suficiente concordar em casar com um homem mais velho "por conveniência". Mas ela também se tornaria uma jovem madrasta para seus quatro filhos; o mais velho era metade da idade de Carolina (Luís de 10 anos). Então a segunda, Augusta, embora muito bonita, era uma menina altamente enérgica. Então havia Carolina de 4 anos e Carlos de quase um ano de idade. Felizmente, Carolina provou ser uma mulher com sentido, e com uma personalidade firme e altamente motivada. Logo após seu casamento, ela tomou as quatro crianças sob sua asa. Inicialmente, foi apenas com Carolina e Carlos que ela conseguiu ganhar afeição. Depois, lentamente, a relutante Augusta também se entusiasmou com ela. No entanto, a história era completamente diferente com Luís, que carregaria uma antipatia ao longo da vida para com sua madrasta, apesar de seus melhores esforços em tentar ganhar sua confiança.

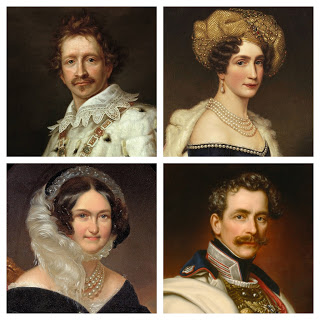
Os filhos de Maximiliano da Baviera de sua primeira esposa que atingiram a idade adulta No sentido horário a partir de cima: Luís I da Baviera, Augusta, Duquesa de Leuchtenberg, Carolina, Rainha de Wurttemberg (depois Imperatriz da Áustria) e Príncipe Carlos Teodoro da Baviera.

Os casamentos baseados no amor eram uma raridade entre a realeza e a nobreza nos séculos passados. Afinal, um casamento não era sobre sentimentos ou emoções, mas sobre política, dinastias, reinos e dinheiro. Embora tenha sido assim que tudo começou para Carolina, eventualmente também se apaixonou genuinamente pelo bondoso Maximiliano. Ele era um bom marido para com ela e um bom pai para seus filhos. Ela ficou especialmente impressionada de como ele era um pai afetuoso, e a única coisa que o fez franzir a testa foi a atitude de Luís em relação a ela. Enquanto cuidava de seus quatro enteados, Carolina também se tornou mãe de mais oito filhos, dos quais apenas cinco atingiram a idade adulta. Enteados ou filhos biológicos, ela amava e cuidava de todos eles. Nas salas do palácio, pequenas peças de mobiliário foram montadas, para que todas as crianças pudessem sempre encontrar um assento adequado. Os seus quartos privados tornaram-se uma sala de família porque, onde quer que ela estivesse, as crianças seguiam-na. Todo verão, eles iam para o campo em uma espécie de "férias em família". Eles ficaram no Palácio de Nymphenburg e seu parque era um paraíso para as crianças como eles estavam livres para brincar e brincar. Ela cumpriu totalmente e devotamente seu papel como mãe, descrevendo-o como seu dever mais importante e prioridade máxima. Em segundo lugar, ela lidou com seu papel como rainha e "mãe da terra". Ela fez com que todos os seus filhos recebessem uma boa educação e incutiu neles um profundo senso de dever. Mesmo como adultos, eles desfrutaram de um bom relacionamento ao longo da vida com o outro (exceto com Luís). É por isso que quando chegou a hora de seus filhos se casarem, ela se certificou de que cada um deles se casasse bem, especialmente suas inúmeras filhas. Uma filha tornou-se imperatriz, quatro rainhas, uma arquiduquesa e duas duquesas. Criadas em uma família feliz, segura, afetuosa e unida, suas filhas sempre teriam um profundo amor por "casa". A mais velha das meninas, Augusta, foi selecionada pessoalmente por Napoleão Bonaparte para ser a esposa de seu enteado, Eugênio de Beauharnais. Este casamento foi muito significativo para Maximiliano e Carolina, uma vez que isso abriu o caminho para a Baviera ser elevada de eleitorado para um reino. Mas antes que o casamento pudesse ter lugar, Napoleão e Josefina tiveram de agradar à indomável Carolina, que estava muito relutante em permitir que a sua enteada se casasse com o enteado de Napoleão. Quando o casamento foi finalmente marcado, o imperador e a imperatriz franceses não perderam tempo a dar presentes a Carolina e Augusta quando o casal visitou Munique em Janeiro de 1806. Carolina escreveu sobre os presentes generosos: "Quando voltei do jantar, um criado me trouxe uma caixa cheia de coisas Augusta recebeu o mesmo: vestidos de tule bordados a ouro, rendas." Embora o casamento de Augusta e Eugênio tenha começado como um casamento de conveniência, felizmente, acabou por ser um casamento de amor. Carolina podia respirar um suspiro de alívio sabendo que a sua amada enteada mais velha estava feliz.

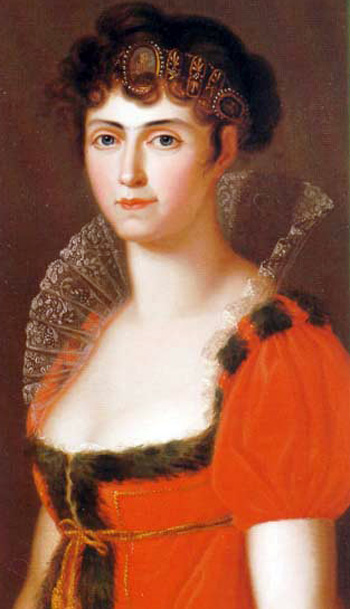
Retrato de Carolina Rainha da Baviera.

## Rainha
Maximiliano tornou-se Eleitor da Baviera em 1799 e ele, Carolina e os filhos mudaram-se para Munique na primavera de 1799. Em setembro, Carolina deu à luz um filho natimorto e foi seguida por outro um ano depois. Ela daria à luz seis filhas: o primeiro conjunto de gêmeos Isabel e Amélia, seguido por outros gêmeos Sofia e Maria Ana, e depois filhas Ludovica, e Maximiliana. Ela e o casamento de Maximiliano foram considerados felizes e harmoniosos e Carolina foi uma esposa de apoio para o marido. Ela também era uma mãe dedicada e amorosa para seus filhos e enteados; ela supervisionava cuidadosamente sua educação e educação e os criava com um profundo senso de dever.
Maximiliano manteve uma estreita relação com a França e seu imperador, Napoleão Bonaparte, e por causa desse apoio, a Baviera foi elevada a um reino pelo Tratado de Pressburg, assim Carolina e Maximiliano se tornaram o primeiro rei e rainha da Baviera. Carolina tinha um forte sentido de dever e apreciava o seu papel como rainha. Ela era uma inteligente e capaz consorte e ela usou sua posição e influência para o bem-estar do povo. Como amante das artes, ajudou o marido a transformar Munique num centro cultural. Quando a sua enteada Augusta foi vista por Napoleão como esposa do seu enteado, Eugénio de Beauharnais, Carolina era contra a partida. Ela não gostava de Napoleão, e sentindo isso, o imperador francês saiu de seu caminho para ganhar seu favor. Ele e Josefina deram muitos presentes a Carolina e Augusta, mas quando Carolina percebeu que Augusta e Eugénio estavam apaixonados, ela finalmente deu a sua bênção ao casal.
Carolina foi autorizada a permanecer protestante mesmo depois de se casar com Maximiliano e ter o seu próprio pastor. Uma vez que a corte bávara era predominantemente católica, uma nova onda de tolerância religiosa foi estabelecida na Baviera e isso levou a um aumento do afluxo de comerciantes protestantes e comerciavam no país. Isto, e as muitas instituições de caridade estabelecidas pela rainha fizeram Carolina popular e bem amada pelo povo.

## Descendência
- Filho natimorto (1799).

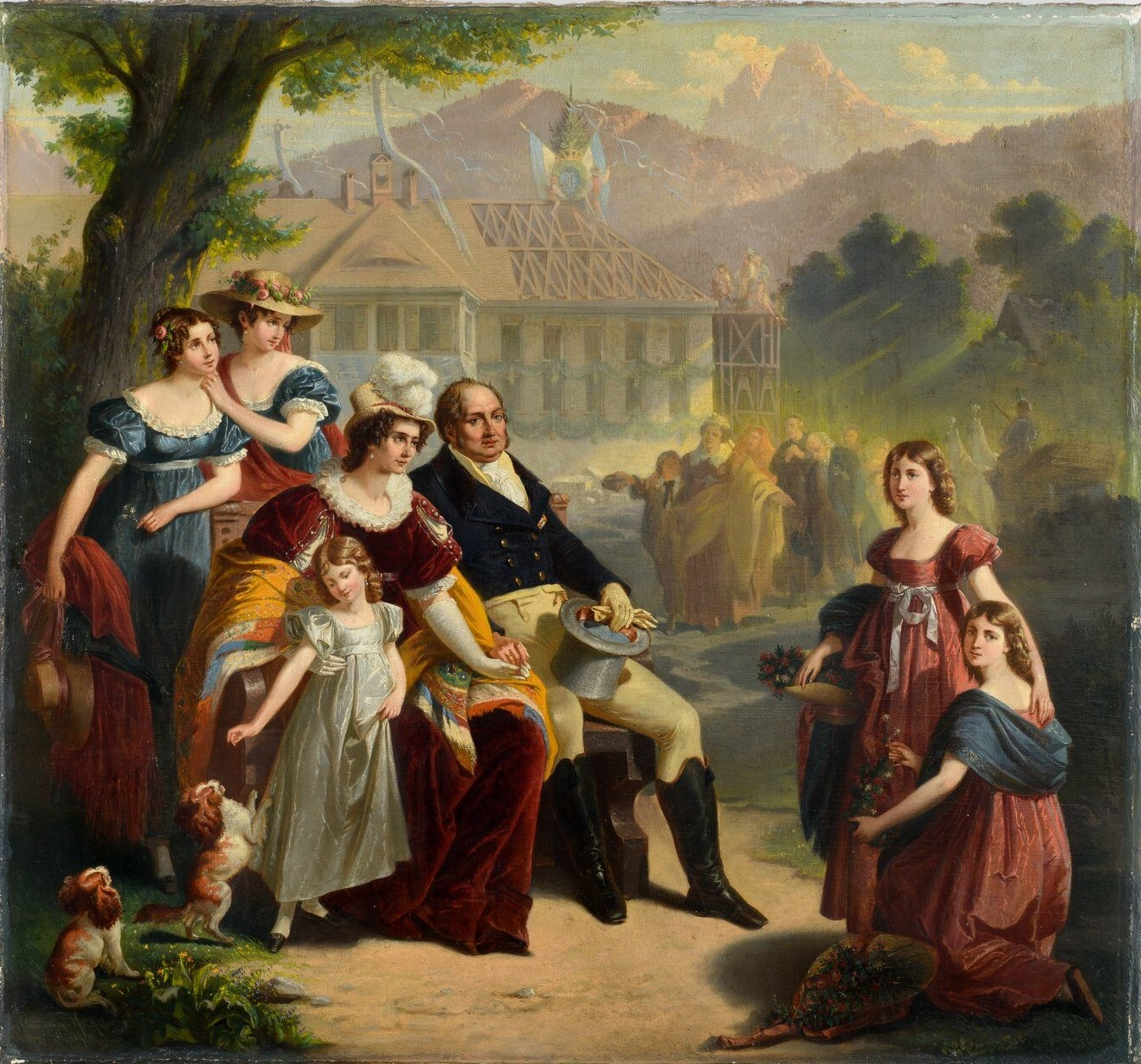
A Rainha Carolina com seu esposo o Rei Maximiliano I da Baviera e suas 5 filhas.

- Maximiliano Carlos Frederico (1800 – 1803). Morto na infância.
- Isabel Luísa da Baviera (1801 - 1873). Casada com Frederico Guilherme IV da Prússia, sem descendência.
- Amélia Augusta (1801 - 1877). Casada com João I da Saxónia, com descendência.
- Sofia Frederica (1805 – 1872). Casada com o arquiduque Francisco Carlos da Áustria. Foi mãe do imperador Francisco José I da Áustria e do imperador Maximiliano do México.
- Maria Ana (1805 – 1877). Casada com Frederico Augusto II da Saxônia, sem descendência.
- Luísa Guilhermina (1808 - 1892). Casada com Maximiliano, duque na Baviera. Foi a mãe da imperatriz Isabel da Áustria (Sissi).
- Maximiliana Josefa (1810 – 1821). Morta na infância.

## Últimos anos

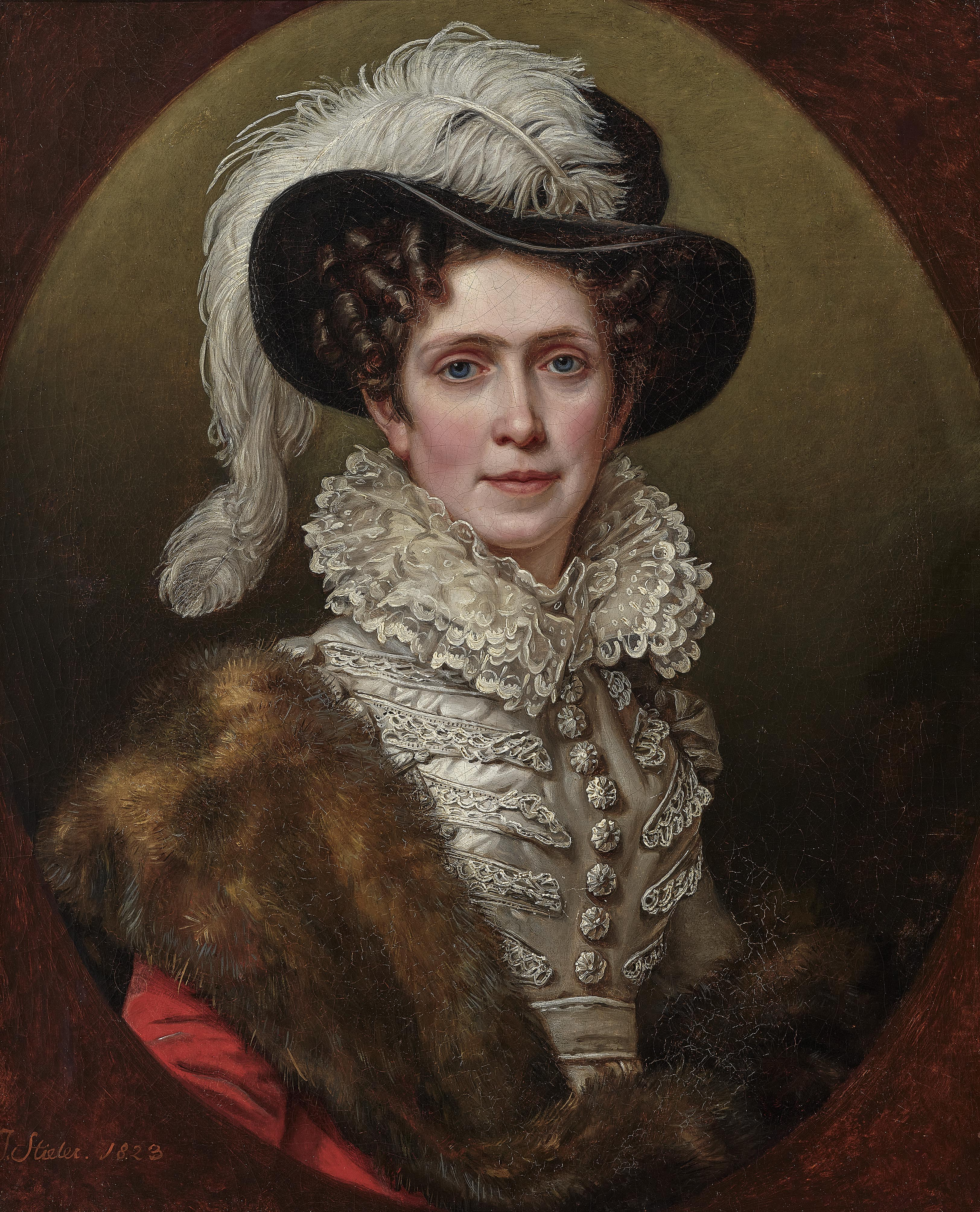
Rainha Carolina em seus últimos anos.

O rei Maximiliano morreu em 1825. Antes que morreu, fez seu filho e sucessor mais velhos, Luís I, à promessa tomar cuidado de sua madrasta e seus irmãos. Quando jovem, Luís teve uma relação difícil com Carolina e, quando se tornou rei, tentou afastá-la de Munique. Ela resistiu, mas decidiu ficar no Castelo de Tegernsee, uma sede rural construída por Maximiliano para ela. Carolina morreu em 1841, 16 anos depois de seu marido. Devido à sua fé protestante, o seu funeral foi conduzido com pouca dignidade, como merecia uma rainha. Carolina morreu em 13 de novembro de 1841, o clero protestante não foi autorizado a entrar na igreja, de modo que o serviço fúnebre foi dado fora. Enquanto isso, o clero católico frequentador usava roupas comuns, em vez de suas vestes religiosas. Quando a procissão fúnebre foi dissipada, o caixão foi colocado no túmulo sem qualquer cerimônia. Este tratamento indigno de sua madrasta pelo clero católico enfureceu grandemente Luís I. Suas fortes visões pró-católicas foram alteradas para sempre e sua atitude em relação aos protestantes suavizou permanentemente. Ela está enterrada na Theatinerkirche em Munique.